# Neostory
neostory(ネオストーリー）は、1999年3月に設立された韓国所在の映像制作会社 neos inc.(ネオス)の傘下ウェブテューン・コンテンツ制作レーベル。

## 制作作品
- 『私のことを憶えていますか』（東村アキコ作）
- 『26番目の殺人』 (アビディ井上作)